# 児玉敬
児玉 敬（こだま たかし、1968年? - ）は、競馬の調教師。神奈川県出身。

## 略歴
神奈川県立追浜高等学校卒業後、日本の牧場に勤務、サンタアニタ競馬場で3年間働いた後、1997年にアイルランドへ渡り、2002年12月にアイルランドの調教師免許を取得。アイルランドでは初の英語圏以外の地域出身の調教師となった。しかし一時は厩舎経営がうまく行かず、2005年に厩舎をたたんで競走馬のせり会社のエージェントとなったりもしていた。
2010年に再度厩舎を立ち上げ、同年7月30日、ゴールウェイ競馬場のレースをポップロックで勝利し、厩舎初勝利。
2014年3月には競走馬の共有馬主のクラブとして「インターナショナル・アイルランド・オーナーズクラブ」を立ち上げ、同クラブの専属調教師となった。

## 主な管理馬
日本から欧州に移籍した競走馬の受け入れ先となるケースが多い。
- ポップロック
- シャドウゲイト
- キングストレイル
- コスモバルク